# بالأحضان
بالأحضان هي أغنية وطنية غناها عبد الحليم حافظ من تأليف صلاح جاهين، وتلحين كمال الطويل في العيد التاسع لثورة 23 يوليو 1952.

## قصة الأغنية
ليست هذه الأغنية الوطنية الأولى التي يُقدمها عبد الحليم في عيد الثورة، إذ قدّم من قبل أغنية يا جمال ياحبيب الملايين، في عيد لثورة السادس عام 1958، لكنه بدأ من أغنية بالأحضان في تقديم أغنية على الأقل في كل عام. وكانت الأغاني التي تلتها هي:
1. مطالب شعب (أحمد شفيق كامل\كمال الطويل) 1962.
2. الفوازير (مرسي جميل عزيز\محمد الموجي) والمسؤولية (صلاح جاهين\كمال الطويل) 1963.
3. بلدي يا بلدي (مرسي جميل عزيز\كمال الطويل) 1964.
4. يا أهلاً بالمعارك (صلاح جاهين\كمال الطويل) 1965.
5. صورة (صلاح جاهين\كمال الطويل) 1966.

لم يُقدم بعد ذلك أي أغنية في عيد الثورة بعد الهزيمة العربية في حرب 1967.

## غناء الأغنية
غنى عبد الحليم الأغنية في 23 يوليو 1961، وكما غناها في إحدى الحفلات وغني معها أغنيتين. أغنية وطنية هي يا جمال يا حبيب الملايين، وأغنية اجتماعية شهيرة هي أغنية "وحياة قلبي وأفراحه"، والتي غناها في فيلم الخطايا.
يُلاحظ أن عبد الحليم لم يذكر اسم في مصر في هذه الأغنية على العكس من أغانيه الوطنية اللاحقة، حيث أن مصر كانت، وقت صدور الأغنية جزءاً من اتحاد الجمهورية العربية المتحدة مع سوريا.
كان الفنان هاني شاكر من ضمن كورال الأطفال المُشارك لغناء الأغنية، وسيقوم هو نفسه بغناء الأغنية عندما أصبح نجماً معروفاً.